# Tégénaire des murs
Tegeneria parietina
Espèce
Synonymes
- Aranea parietina Fourcroy, 1785
- Aranea phalangiodes Fourcroy, 1785
- Tegenaria murina Walckenaer, 1805
- Tegenaria saxatilis C. L. Koch, 1834
- Trichopus libratus Templeton, 1834
- Tegenaria guyonii Guérin, 1837
- Tegenaria intricata C. L. Koch, 1840
- Tegenaria taprobanica Strand, 1907

Tegenaria parietina, la Tégénaire des murs, est une espèce d'araignées aranéomorphes de la famille des Agelenidae.
Les Anglais l'appellent parfois « araignée du Cardinal » en raison d'une légende voulant que le cardinal Wolsey était terrifié par cette espèce à Hampton Court (ou, inversement, parce qu'il considérait qu'elle porte chance et qu'il aurait interdit à quiconque de leur nuire). 
En 2013, Tegenaria taprobanica a été placée en synonymie avec cette espèce.
C'est une prédatrice naturelle des insectes vivant près de l'Homme, avec sa congénère Eratigena atrica, la Tégénaire noire, d'autres araignées comme Eratigena agrestis, la Tégénaire des champs.

## Distribution

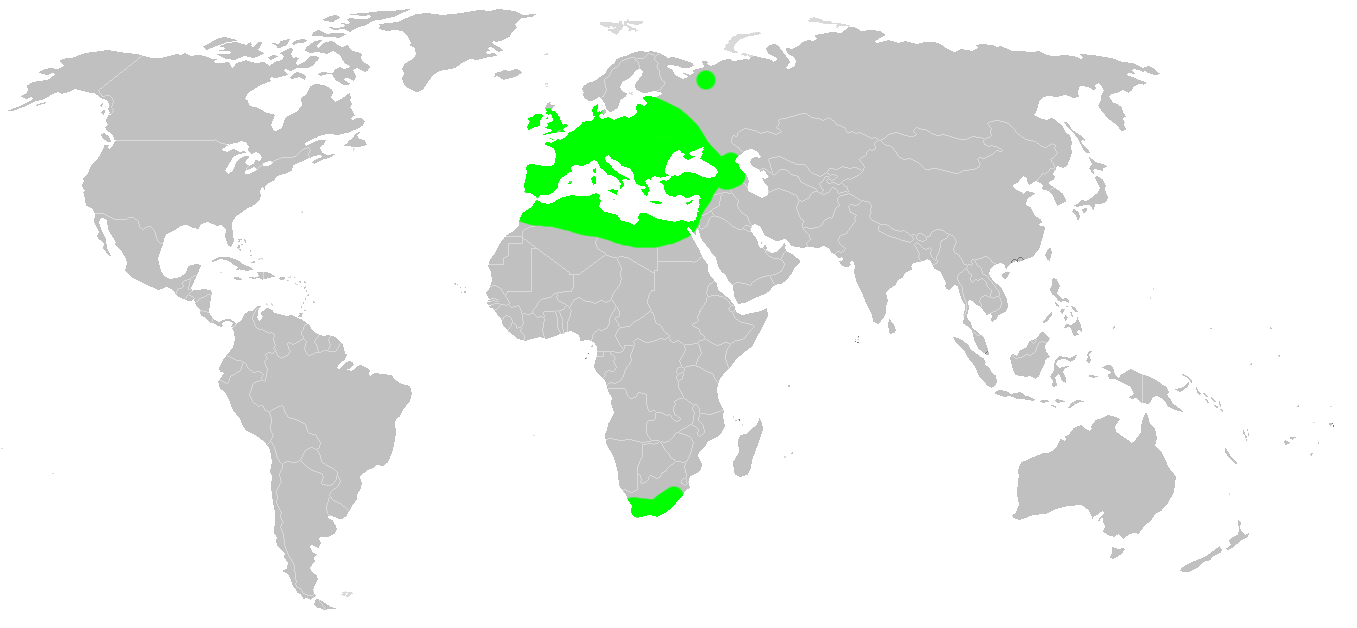
Distribution

Cette araignée est répartie dans une grande partie de l'Europe (jusqu'en Finlande), de l'Afrique du Nord, du Moyen-Orient et en Asie centrale (jusqu'au Sri Lanka, probablement à la suite d'une introduction) . 
On la retrouve aussi en Amérique : Elle a été introduite aux Antilles, en Amérique du Sud,,.
Elle est commune dans presque toute la France (notamment le Sud, l'Ouest et le Nord), très commune également en Belgique.

## Habitat
Ces araignées sont cavernicoles (observées par les biospéléologues,,) mais vivent parfois volontiers à proximité de l'Homme, alors principalement dans les bâtiments et sur les murs, se cachant dans des anfractuosités.

## Description

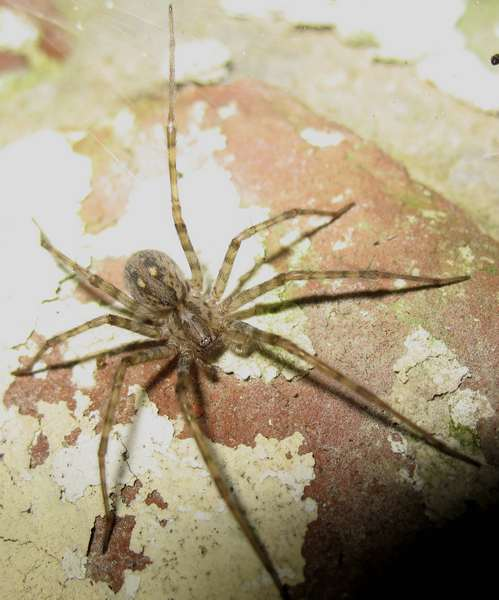
Tegenaria parietina

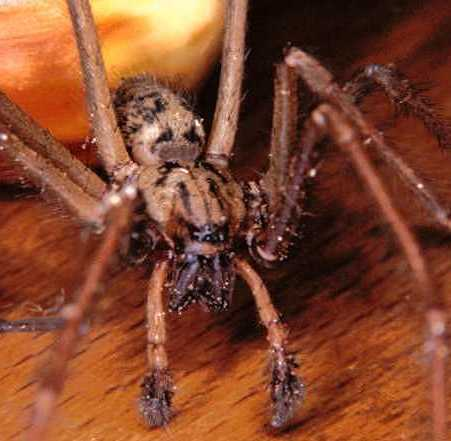
Tegenaria parietina

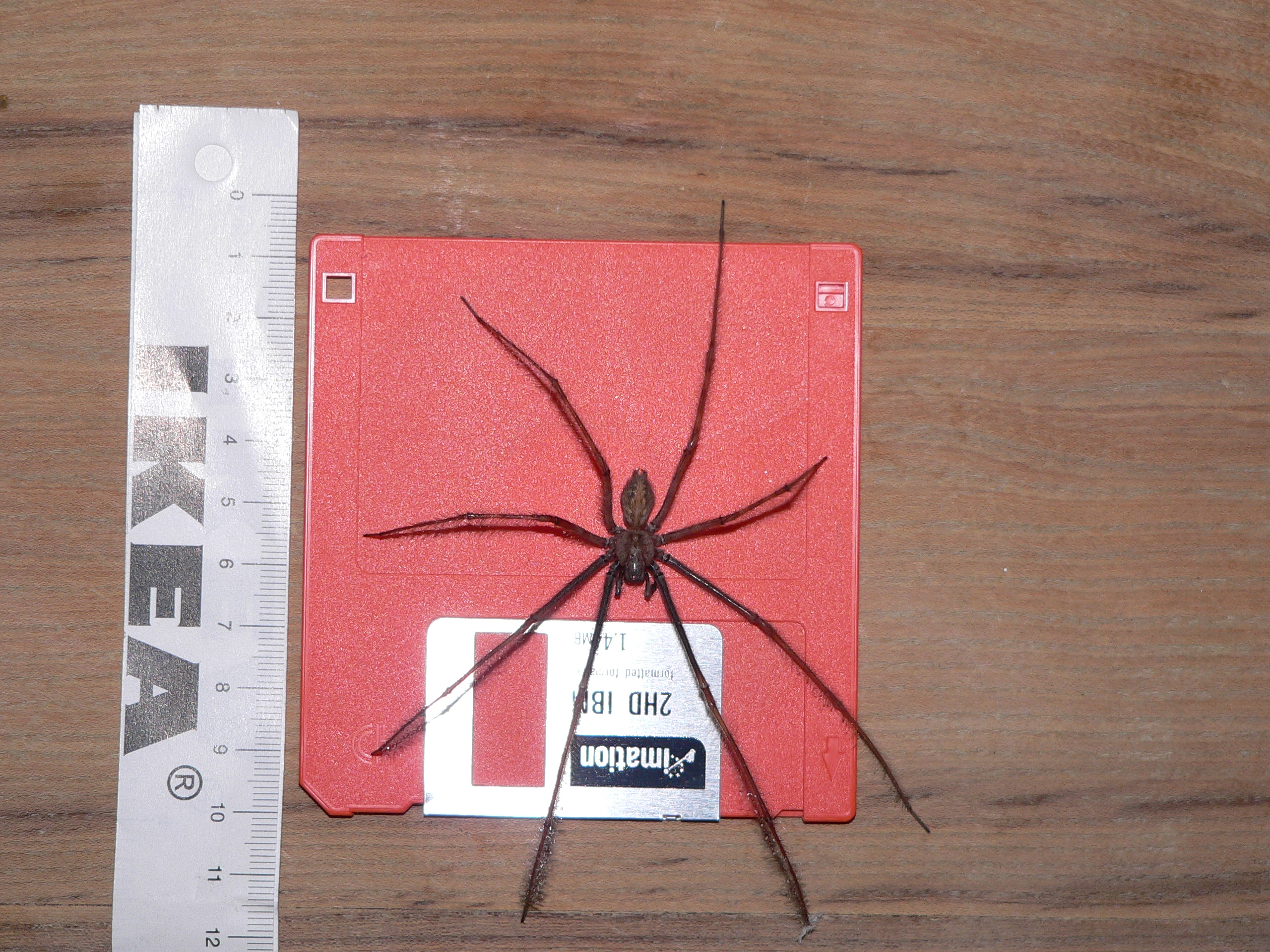
Tegenaria parietina ♂

Cette araignée s'identifie très facilement à ses grandes pattes annelées. 
Elle présente en outre 3 taches de chaque côté de la base du céphalothorax, parfois effacées avec l'âge.
Les femelles ont une longueur de corps atteignant 20 mm environ, alors que celui des mâles est un peu plus petit (11 à 17 mm),.. Leurs pattes sont environ trois fois plus longues que le corps, de couleur brun-rougeâtre, mais les jeunes araignées peuvent être beaucoup plus claires jusqu'à la dernière mue. 
De près, l'espèce (qui ressemble assez à T. ferruginea) se distingue facilement de T. domestica par la longueur de ses pattes : la paire avant est presque aussi longue que chez les espèces du genre Eratigena, tandis que la paire postérieure est non raccourcie et semblable à T. domestica. Les poils sont également plus abondants sur les tibias.

## Durée de vie
Les femelles peuvent vivre jusqu'à huit ans, mais les mâles meurent peu après l'accouplement.

## Comportement
T. parietina tisse des toiles sur le murs, elles transmettent « sans déformation notable de forme, les vibrations sinusoïdales de 0,25 à 400 Hz »

## Systématique et taxinomie
L'espèce a été décrite par le naturaliste français Antoine-François Fourcroy en 1785, sous le protonyme d'Aranea parietina.
Son appartenance au genre Tegenaria a été confirmé par Bolzern, Burckhardt et Hänggi en 2013.

## La Tégénaire des murs et l'Homme
Malgré sa taille et sa vitesse de déplacement, elle ne présente pas de danger pour l'être humain.

## Publication originale
- Fourcroy, 1785 : Entomologia parisiensis; sive catalogus insectorum quae in Agro parisiensi reperiuntur. Paris, p. 531-537.